# 驚異の小宇宙 人体II 脳と心
『驚異の小宇宙 人体II 脳と心』（きょういのしょううちゅう じんたいツー のうとこころ）とは、1993年から1994年にかけて放送されたNHKスペシャルの大型企画である。

## 概要
1989年に放送された『驚異の小宇宙 人体』に収まらなかった脳と心を取り上げる。現代の科学技術をもってしても未知の領域の多い脳や心理について、放送当時の最新の科学技術で得られた知見を元に探検の足を踏み入れていく。養老孟司と、樹木希林が、プレゼンター役を務めている。第1集では当時試験放送されていたMUSE方式のハイビジョン画質で制作されているため、全編を通じて16:9サイズで放送されていた。

## 内容
最先端の検査機器を駆使し、脳の仕組み、機能を解明していく。
第1集 心が生まれた惑星〜進化〜
- 1993年10月31日放送

第2集 脳が世界をつくる〜知覚〜
- 1993年11月14日放送

第3集 人生をつむぐ臓器〜記憶〜
- 1993年12月12日放送
- 第5回ケベック国際科学フィルムフェスティバル優秀賞、第11回国際科学番組フェスティバル科学映像賞受賞

第4集 人はなぜ愛するか〜感情〜
- 1994年1月16日放送

第5集 秘められた復元力〜発達と再生〜
- 1994年2月20日放送
- 第5回上海テレビ祭最優秀ドキュメンタリー撮影賞受賞

第6集 果てしなき脳宇宙〜無意識と創造性〜
- 1994年3月20日放送

## 出演者

### 司会進行
- 樹木希林
- 養老孟司

### ナレーション
- 山根基世

### 諮問委員
- 安野光雅
- 伊藤正男
- 河合隼雄
- 立花隆
- 中村桂子
- 養老孟司

## スタッフ
- 音楽：久石譲

オープニングテーマ「BRAIN & MIND」には、久石譲の手による英文歌詞がつけられている。
- 詩（オープニング）：谷川俊太郎「脳と心」より

第1集は山根基世、第2集以降は樹木希林による朗読。前作の『人体』と違い、詩の文章は表示されない。
- 題字：小池邦夫
- 電子映像：原田大三郎[1]、松谷春司、勝尾登
- タイトル：カール・シムズ
- 照明：木村三郎
- 撮影：松原武司、桑原茂、濱田健三、金古光雄、並川清、朝田健治 ほか
- 音声：橋爪功、北島一三、染谷和孝 ほか
- 編集：井上裕之、沢村宣人
- 構成：蜂谷初人、高尾正克、平野俊哉、スティーブ・バーンズ
- 制作統括：林勝彦、辻篤男、ティム・カウリング
- 国際制作 「The Brain: Our Universe Within」：ディスカバリー・コミュニケーションズ
- 制作：NHKクリエイティブ

## 関連商品

### サウンドトラック
| 発売日             | タイトル                                                                        | アーティスト名     | 規格品番           | 備考 |
| メディア・レモラス | メディア・レモラス                                                              | メディア・レモラス | メディア・レモラス | メディア・レモラス |
| ------------------ | ------------------------------------------------------------------------------- | ------------------ | ------------------ | --- |
| 1993年12月17日     | NHKスペシャル 驚異の小宇宙・人体II 脳と心 / BRAIN&MIND サウンドトラック Vol.1   | 久石譲             | MRCA-20030         | |
| 1994年3月18日      | NHKスペシャル 驚異の小宇宙・人体II 脳と心 / BRAIN&MIND サウンドトラック Vol.2   | 久石譲             | MRCA-20034         | |
| 1994年7月21日      | NHKスペシャル 驚異の小宇宙・人体II 脳と心 / BRAIN&MIND サウンドトラック 総集編  | 久石譲             | MRCA-20040         | 『Vol.1』と『Vol.2』から12曲を抜粋し、サラウンド効果を3Dに演出できる『Qサウンド』によるデジタルリミックスを施したうえ、アモルファス・ポリオレフィン (Amorphas Poly Olephein) を基盤材料に使用したCDである『APO方式スーパーCD』を採用している。 |
| ポニーキャニオン   |                                                                                 |                    |                    | |
| 1999年4月28日      | NHKスペシャル 驚異の小宇宙・人体II 脳と心 / BRAIN&MIND サウンドトラック Vol.1&2 | 久石譲             | PCCR-00302         | 『Vol.1』と『Vol.2』を2枚組にしたアルバム。 |

### VHS・DVD
- 驚異の小宇宙・人体II 脳と心 VHS全6巻（フェリシモ）
- NHK サイエンススペシャル 驚異の小宇宙 人体II 脳と心 LD6巻＋総集編（NECアベニュー／ポニーキャニオン）
- NHKスペシャル 驚異の小宇宙 人体II 脳と心 DVD-BOX6枚セット